# Roman Nazarow
Roman Kapitonowicz Nazarow (ros. Роман Капитонович Назаров, ur. 1905 w guberni tulskiej, zm. 1984) – radziecki polityk.

## Życiorys
Od 1924 w RKP(b), 1929-1931 przewodniczący komitetu fabrycznego i sekretarz komitetu WKP(b) fabryki "Kardolenta" w Moskwie, 1931-1932 instruktor komitetu rejonowego WKP(b) w Moskwie, 1932-1934 sekretarz fabrycznego komitetu WKP(b) w Moskwie. W latach 1934–1935 instruktor kirowskiego komitetu rejonowego WKP(b) w Moskwie, 1935-1937 sekretarz komitetu WKP(b) fabryki "Krasnyj Bogatyr" w Moskwie, 1937-1938 I sekretarz Sokolniczewskiego Komitetu Rejonowego WKP(b) w Moskwie, od czerwca do listopada 1938 kierownik Wydziału Kierowniczych Organów Partyjnych Dalekowschodniego Komitetu Krajowego WKP(b). Od listopada 1938 do czerwca 1939 p.o. I sekretarza Chabarowskiego Komitetu Krajowego WKP(b), od 1939 do października 1940 I sekretarz Komitetu Miejskiego WKP(b) w Chabarowsku, od października 1940 do czerwca 1942 sekretarz Chabarowskiego Komitetu Krajowego WKP(b) ds. kadr, od czerwca 1942 do 20 czerwca 1945 II sekretarz Chabarowskiego Komitetu Krajowego WKP(b). Od 20 czerwca 1945 do 1 kwietnia 1949 I sekretarz Chabarowskiego Komitetu Krajowego WKP(b), 1949-1950 słuchacz kursów przy KC WKP(b), 1950-1951 inspektor KC WKP(b), 1951-1961 partyjny organizator KC WKP(b) i sekretarz Komitetu KPZR fabryki tkackiej w Iwanowie, następnie na emeryturze.